# I (Kana)
い in Hiragana oder イ in Katakana (romanisiert i) ist eines der japanischen Kana, das ein Mora repräsentiert. い basiert auf dem sōsho-Style des Kanji 以. イ ist vom Radikal des Kanji 伊 abgeleitet. In der modernen japanischen alphabetischen Sortierung steht es an der zweiten Stelle, zwischen あ und う. Es ist außerdem der erste Buchstabe im Iroha vor dem ろ. Beides repräsentiert [i].
| Form                          | Rōmaji | Hiragana        | Katakana        |
| ----------------------------- | ------ | --------------- | --------------- |
| Normal a/i/u/e/o (あ行 a-gyō) | i      | い              | イ              |
| Normal a/i/u/e/o (あ行 a-gyō) | ii ī   | いい, いぃ いー | イイ, イィ イー |

Für die Kombination いぃ bzw. イィ gibt es jedoch keine einheitliche Regelung im Hepburn-System, nach der Variante Hyōjun-shiki in der Fassung von 1974 wird diese als yi transkribiert.
| weitere Formen | weitere Formen | weitere Formen |
| Form (y-)      | Form (y-)      | Form (y-)      |
| Rōmaji         | Hiragana       | Katakana       |
| -------------- | -------------- | -------------- |
| (ya)           | (や)           | (ヤ)           |
| (yi)           | (い)           | (イ)           |
| (yu)           | (ゆ)           | (ユ)           |
| ye             | いぇ           | イェ           |
| (yo)           | (よ)           | (ヨ)           |

## Varianten
Die verkleinerten Versionen der Kana (ぃ, ィ) werden verwendet, um in der japanischen Sprache fremde Phone darzustellen, zum Beispiel フィ (fi).

## Strichfolge
Das Hiragana い wird mit zwei Strichen gezeichnet:
1. Von oben links, ein geschwungener vertikaler Strich, unten mit einem Haken endend.
2. Von oben rechts, ein kürzerer Strich, leicht geschwungen in die entgegengesetzte Richtung.

Das Katakana イ wird mit zwei Strichen gezeichnet:
1. Von oben, eine geschwungene Diagonale von rechts nach links.
2. Von der Mitte des letzten Striches, eine vertikale Linie nach unten.

## Weitere Darstellungsformen
- In japanischer Brailleschrift dargestellt als:

- Der Wabun-Code ist ・－.
- In der japanischen Buchstabiertafel wird es als „いろはのイ“ (Iroha no I) buchstabiert.